# Musée français de la brasserie
Le Musée français de la brasserie est un musée consacré à la brasserie et situé à Saint-Nicolas-de-Port, près de Nancy. Il est installé dans une ancienne brasserie industrielle dont le bâtiment de 1931, dû à l'architecte Fernand César, est un exemple de l'architecture industrielle Art déco. Le musée présente à la fois du matériel de brasserie de différentes époques, des collections d'objets publicitaires, et des démonstrations de brassage dans une petite installation. Le musée s'enrichit continuellement depuis son ouverture en 1988, et un grand nombre d'expositions temporaires sont organisées. Une dynamique autour du brassage s'est créée, faisant ainsi de Saint-Nicolas-de-Port un pôle incontournable du brassage amateur, artisanal ou fermier en France.Une dynamique autour du brassage s'est créée, faisant ainsi de Saint-Nicolas-de-Port un pôle incontournable du brassage amateur, artisanal ou fermier en France.[passage promotionnel]

## Histoire

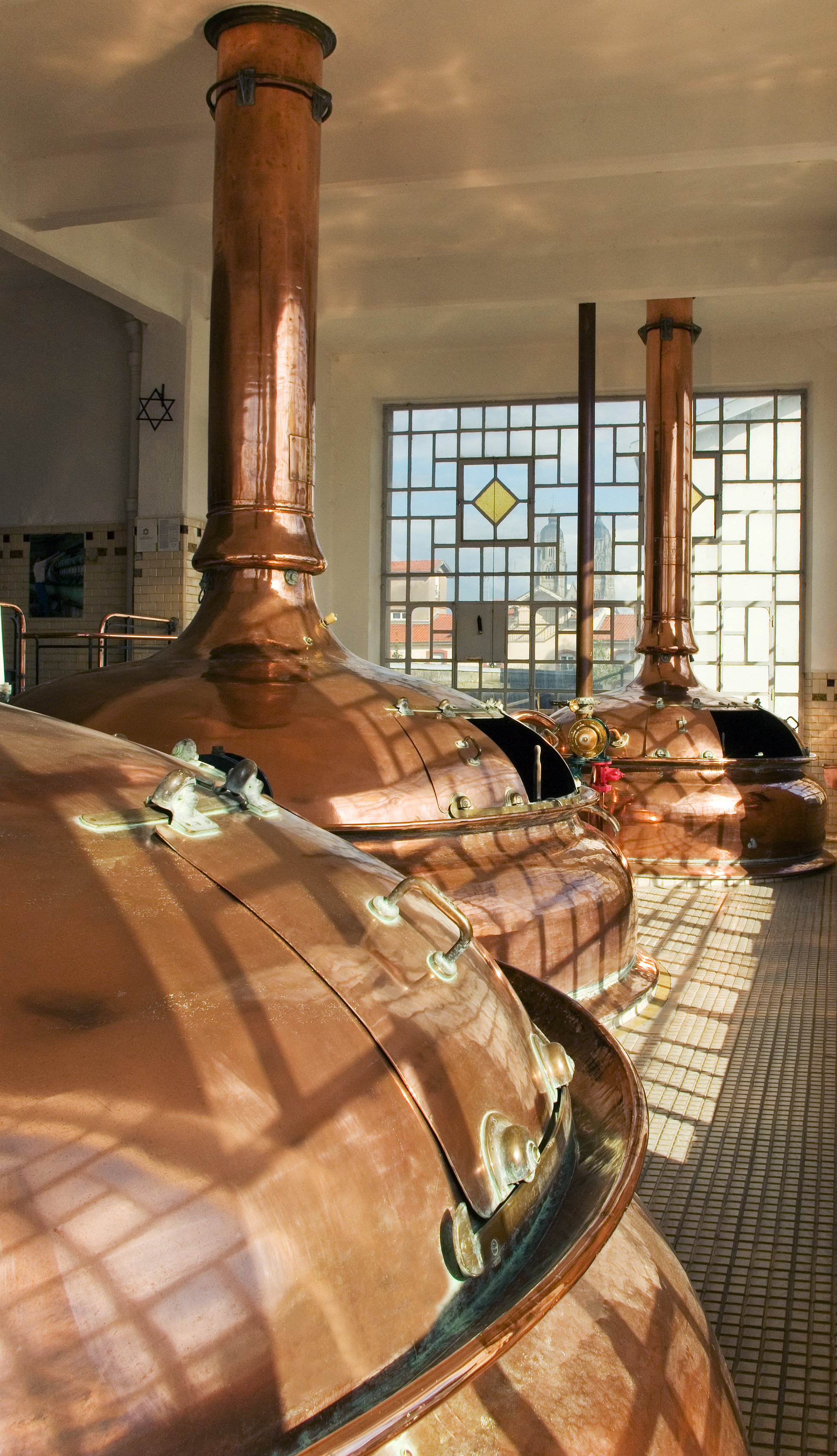
Salle des cuves.

La première mention connue de la présence d'une brasserie à Saint-Nicolas-de-Port date de 1826, à un emplacement différent de celui du musée actuel. Différentes brasseries existèrent dans la ville jusqu'en 1985. Sous l'impulsion de Paul Moreau, qui dirigeait les Grandes Brasseries de Saint-Nicolas, une nouvelle brasserie ultra moderne de l'architecte Fernand César et du plus pur style Art déco prend naissance entre 1931 et 1932 à Saint-Nicolas-de-Port. La brasserie s'étend alors en absorbant d'autres brasseries et en cherchant à conquérir de nouveaux marchés (l'Afrique par exemple). Après s'être associée avec les brasseries de Vézelise et Sedan, le groupe Stella Artois (devenu InBev) rachète ces brasseries en 1972 et les ferme les unes après les autres. Celle de Saint-Nicolas-de-Port est la dernière à fermer en 1986.

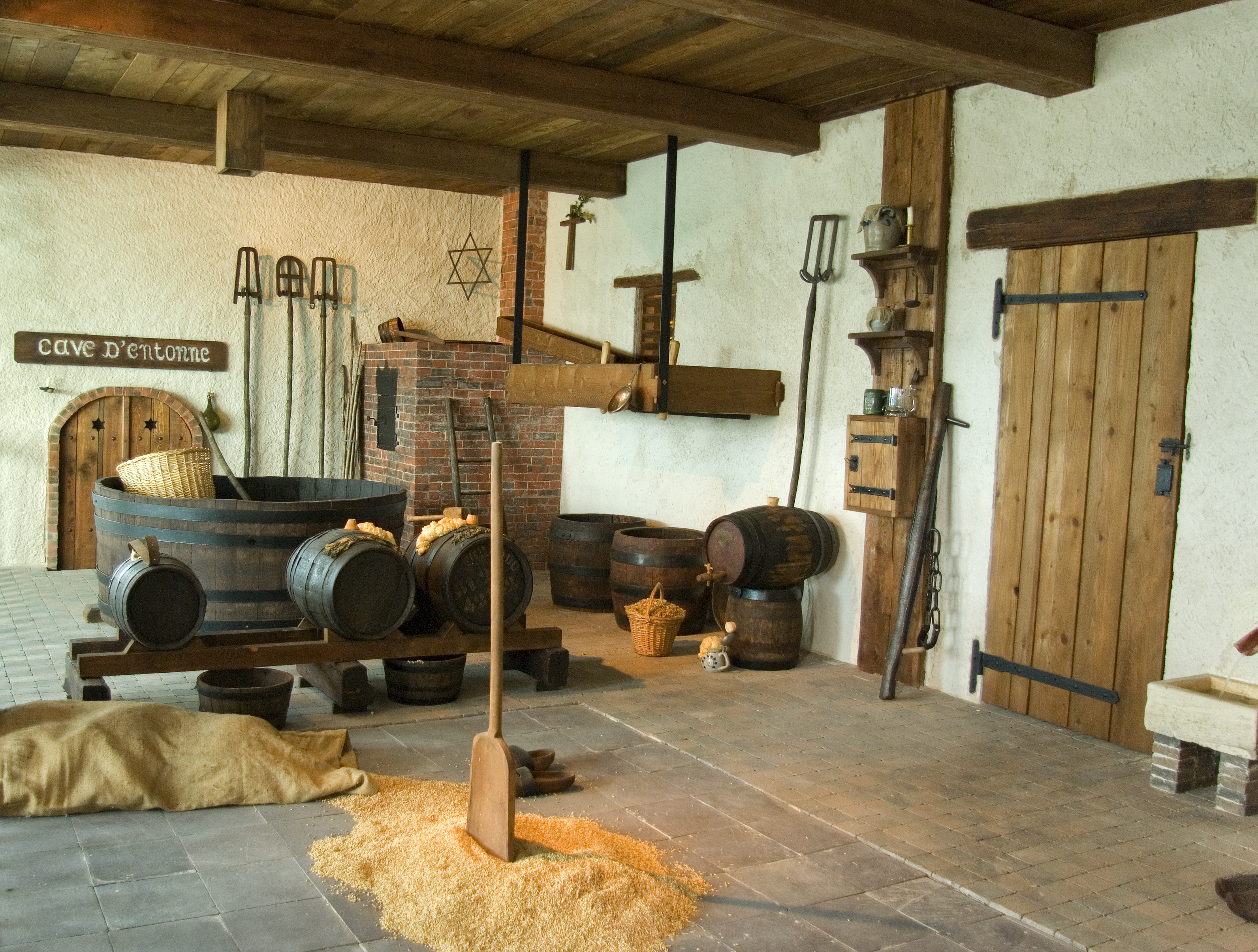
Reconstitution d'une brasserie du XVIIIe siècle.

À cette époque, l'ensemble de la commune étant touché par la fermeture, et il naît alors la volonté de protéger le bâtiment comme monument historique pour le préserver de la destruction qui lui est promise. Par arrêté du 10 mai 1988, les façades et toitures du bâtiment de brassage, la salle de refroidissement et la salle de brassage sont classées, tandis que le portail d'entrée est inscrit. C'est l'un des rares bâtiments de brasserie ainsi protégés.
Il est racheté par la commune qui le met à la disposition de l'association du musée français de la brasserie, et le musée ouvre ses portes le 1er juillet 1988.

## Les activités du musée

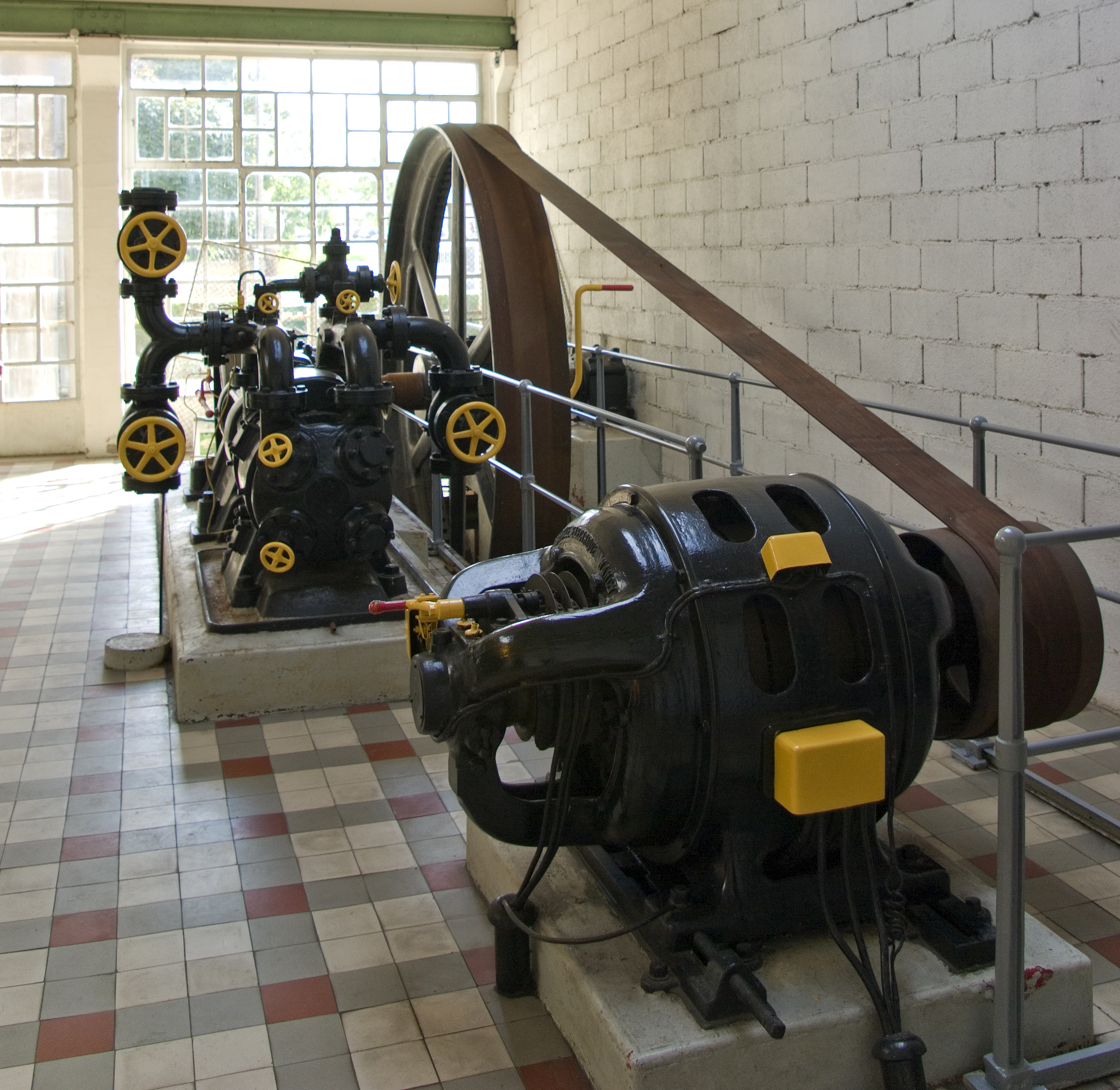
Gigantesque compresseur à froid

Le musée a su diversifier ses domaines de compétences pour devenir aujourd'hui un pôle incontournable en France de la culture de la bière et de brasserie.[réf. nécessaire]

### Les collections permanentes
Le musée de la brasserie présente du matériel de brasserie du XVIIIe siècle à la fin du XXe, du matériel de malterie, les techniques de brassage et l'évolution des techniques de fabrication de la bière. Il retrace ainsi les étapes de l'industrialisation. Tout au long de la visite, une riche collection d'objets publicitaires est présentée ainsi que deux vitraux de Jacques Grüber.

### Le brassage
Le musée a créé une brasserie amateur et organise des démonstrations régulièrement. Des activités autour du brassage artisanal et amateur sont proposées : 
- accueil de personnes voulant assister à un brassin ;
- salon du brasseur amateur ;
- démonstrations de brassage dans des manifestations extérieures ;
- formations théoriques et pratiques pendant l'été ;
- week-end de formation thématique ;
- un important concours de bière pour les amateurs et artisans ;
- une bibliothèque technique ;
- la présence de personnes spécialisées (due à la présence de l'ENSAIA et de l'Institut français des boissons, de la brasserie et de la malterie à proximité) ;
- conférences techniques et historiques.

### Expositions temporaires

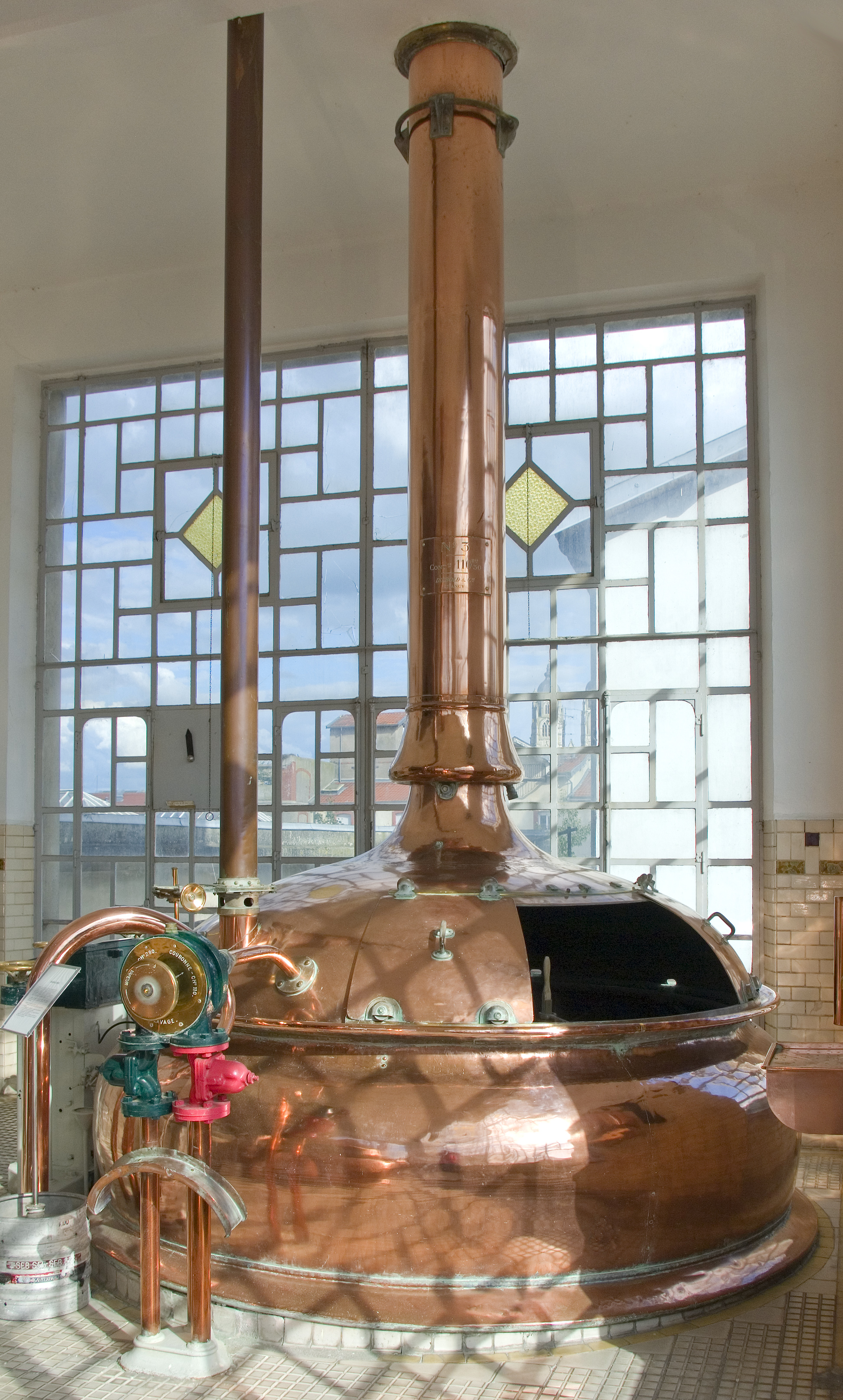
Cuve

Le musée augmente régulièrement ses collections mais organise aussi des expositions temporaires. Par exemple :
- L'Art et la Bière
- Bière et Foot (à l'occasion de la coupe du monde)
- Les Brasseries au XVIIIe siècle
- La Brasserie au XIXe siècle : Exemple de Tantonville en Lorraine (54)
- Bière et Jeu
- La Bière en Afrique
- La Bière en Amazonie
- La Bière dans la BD
- La Bière et l'Art nouveau
- Les Brasseries en France
- Les Brasseries de Maxéville

### Animations culturelles
Le musée a organisé des concours de nouvelles autour de la bière, un concours de bande dessinée, un concours de vitrail et un concours de photographies dont les œuvres gagnantes sont réalisées ou publiées. Une exposition d'art contemporain a eu lieu en 2003, divers artistes se sont approprié le lieu pour le détourner et des expositions ont régulièrement lieu. Des auditions musicales sont régulièrement organisés.

### Publications
Des livres sont édités par le musée :
- en marge du concours de nouvelles :
  - 2008 : Paul Lebœuf, Emmanuel Oumamar, Jérôme Picot, Sylvie Cruchet, Nicolas Ancion, Sublime Brassin, 119 p.  (ISBN 978-2-9518965-4-3)
- en marge d'expositions :
  - 2006 : Philippe Erikson (dir.), La Pirogue ivre : Bières traditionnelles en Amazonie, 146 p.  (ISBN 2-9518965-1-4) à la suite de l'exposition Bières traditionnelles d'Amazonie (28 mai-24 août 2004)
  - 2007 : Benoît Taveneaux, La Brasserie de Tantonville : Une épopée industrielle au XIXe siècle, 144 p.  (ISBN 978-2-9518965-3-6) à la suite de l'exposition L'Émergence de la brasserie industrielle au XIXe siècle (15 juin-15 septembre 2007)
  - 2010 : Peuples-bières d'Afrique noire : Rites, proverbes, mythes et objets, présentation Gérald Krebs, photos Benoît Taveneaux, mise en page Sylvie Vaur, 62 p.  (ISBN 978-2-9518965-6-7)à la suite de l'exposition du 24 juin au 20 septembre 2010
  - 2011 : Les Brasseries de Maxéville : Laboratoire industriel  (ISBN 978-2-9518965-7-4) à la suite de l'exposition du 25 juin au 11 septembre 2011
- un annuaire des brasseries actuelles françaises (mise à jour régulière)
- un lexique des mots utilisés en brasserie
- un livret présentant le musée
- Jean Moreau, brasseur

## Les difficultés
Le bâtiment de la « tour de brassage » est en béton armé. Cette matière vieillit mal, et aujourd'hui des travaux de restauration seraient nécessaires pour assurer la sauvegarde du bâtiment à long terme. Un chantier de rénovation a été engagé en 2019 et devrait durer 3 ans, sans affecter l'ouverture du musée.